# Cocherel
Cocherel ist eine französische Gemeinde mit 619 Einwohnern (Stand: 1. Januar 2022) im Département Seine-et-Marne in der Region Île-de-France. Sie gehört zum Arrondissement Meaux und zum Kanton La Ferté-sous-Jouarre.
Die Einwohner werden Cocherellois genannt.

## Geographie
Cocherel liegt etwa 17 Kilometer ostnordöstlich von Meaux und etwa 58 Kilometer ostnordöstlich von Paris.

### Nachbargemeinden
Umgeben ist Cocherel von den Gemeinden Vendrest im Norden, Dhuisy im Osten und Nordosten, Chamigny im Süden und Südosten, Tancrou im Süden und Südwesten sowie Ocquerre im Westen.

## Bevölkerungsentwicklung
| Jahr      | 1962 | 1968 | 1975 | 1982 | 1990 | 1999 | 2006 | 2018 |
| Einwohner | 280  | 233  | 209  | 238  | 447  | 484  | 559  | 630  |

## Sehenswürdigkeiten
- Kirche St-Christophe-St-Jacques-le-Majeur

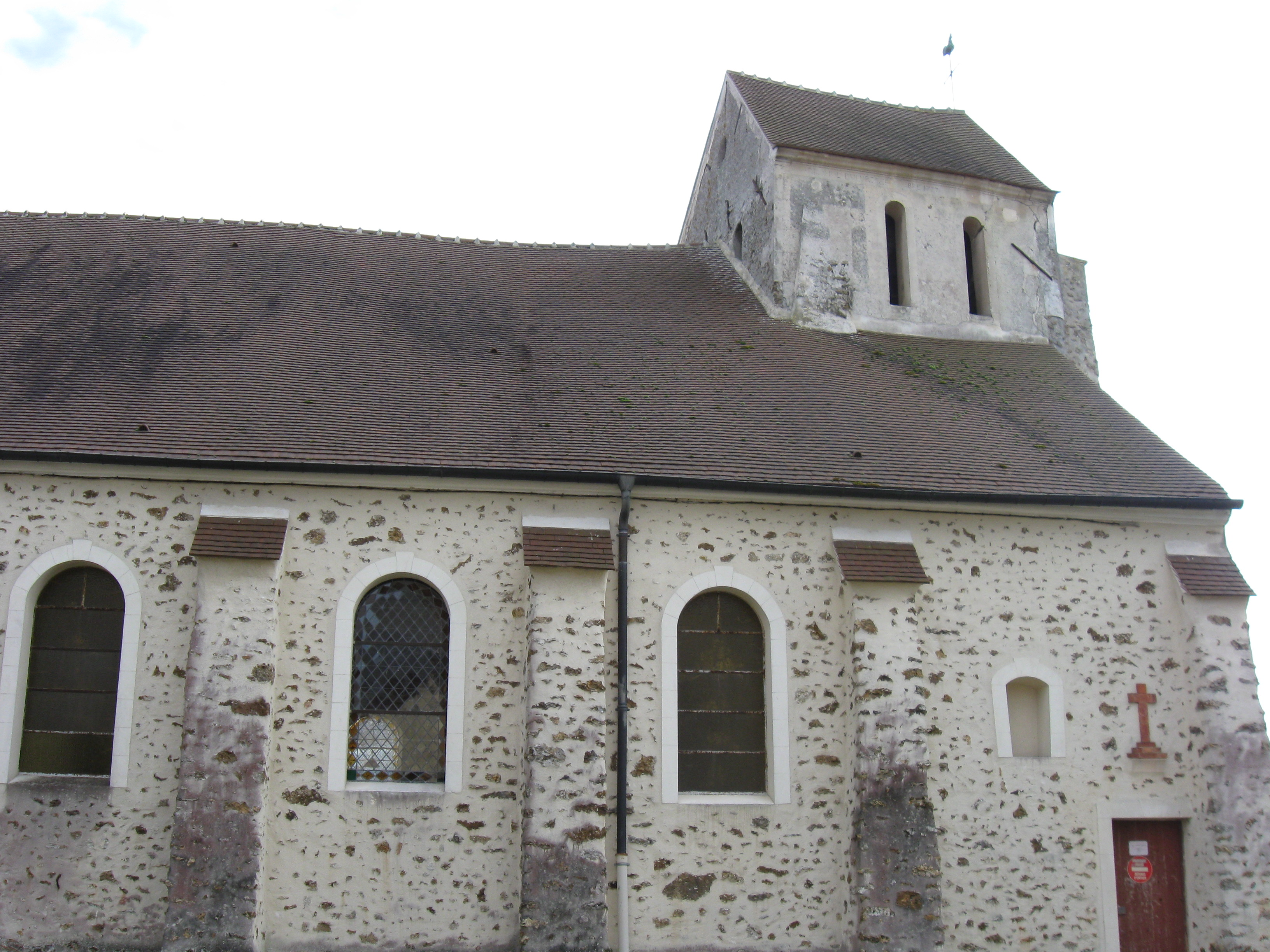
Kirche St-Christophe-St-Jacques-le-Majeur

- Schloss La Maison Neuve